# Acanthochondria tchangi
Acanthochondria tchangi – gatunek widłonoga z rodziny Chondracanthidae. Opisał go w 1935 roku chiński zoolog Yü Shou-Chie.